# 698
Cette page concerne l'année 698  du calendrier julien.
L'année 698 est une année commune qui commence un mardi.

## Événements

### Afrique
- Prise de Carthage. Fin de la révolte dans les Aurès. Le Maghreb est incorporé à l'Empire arabe. Les Byzantins ne conservent que Septem (Ceuta).
  - Hassan ibn al-Nu’man occupe Carthage définitivement. La ville est démantelée au profit de Tunis[1]. Hassan envoie des messagers dans les campagnes environnantes pour demander à la population terrorisée de se rallier, puis attaque les troupes de la reine al-Kahina. Des querelles ont divisé les tribus berbères. Les Arabes progressent rapidement. Voyant que tout est perdu, al-Kahina envoie ses deux fils faire leur soumission à Hassan, puis avec ses dernières troupes elle attaque l’armée arabe et se fait tuer près d’El Djem[1]. Sa tête coupée est envoyée au calife de Damas. Hassan propose une amnistie générale. Rentré à Kairouan, il accorde la paix à tous les Berbères-Puniques qui se soumettent et se convertissent à l’islam, ainsi qu’aux Grecs et aux berbèro-puniques chrétiens ou israélites à condition qu’ils paient l’impôt. Les ralliés fournissent 12 000 soldats, qui sont commandés par les deux fils d’al-Kahina[2].

### Asie
- L'impératrice de Chine Wu Zetian envoie une ambassade au Kaghan des Köktürks Bek Tchor pour lui demander sa fille pour son neveu. Le Turc refuse et réclame la restauration de l’empereur Zhongzong. Il envahit le nord de la Chine[3].
- Création du royaume Balhae au nord de la Corée (fin en 926)[4].
- Au Japon, un décret de l’empereur Tenji autorise Fujiwara no Fuhito, le fils de Fujiwara no Kamatari, issu de la puissante famille des Nakatomi à prendre le nom de Fujiwara en reconnaissance des services rendus pour lui et ses descendants[5].

### Europe
- Début du règne de Tibère III Apsimar, empereur byzantin (fin en 705)[6].
  - La guerre sur mer contre les Arabes provoque la révolte de la flotte. En Crète, les troupes revenant d'Afrique proclament l’amiral Apsimar empereur sous le nom de Tibère III.
  - Avec le concours de la faction verte, Apsimar pille Constantinople. Léonce II a le nez coupé.
- Synode d'Aquilée : Fin de l’hérésie dite des Trois Chapitres, présente dans la population romaine et qui a influencé les relations entre l’Empire byzantin et Rome, l’Empire voulant imposer aux papes Vigile, puis à Pélage Ier, la condamnation de chapitres d’un texte considérés comme hérétique[7].
- Willibrod, évêque d’Utrecht fonde le monastère d’Echternach au Luxembourg[8].
- Des dirhams arabes frappés en 698 sont retrouvés en Scandinavie[9].
- La communauté juive de Narbonne est attesté  par la découverte d’une tombe.